# Бен Браудър
Робърт Бенедикт „Бен“ Браудър (на английски: Robert Benedict „Ben“ Browder) е американски актьор и сценарист, носител на две награди „Сатурн“. Известни филми с негово участие са „Старгейт: Кивотът на истината“, „Старгейт: Континуум“ и сериалите „Фарскейп“, „От местопрестъплението: Маями“, „Лигата на справедливостта“, „Старгейт SG-1“, „Чък“, „Доктор Кой“ и „Стрелата“.

## Биография
Бен Браудър е роден на 11 декември 1962 г. в Мемфис, Тенеси, но израства в Шарлът, Северна Каролина. Родителите му са собственици на спортни автомобили и пилоти от НАСКАР. Бен първо учи в психология в Университета „Фурман“ в Грийнвил, Южна Каролина, след което се премества да учи драматични изкуства в Централното училище по сценична реч и драма (Central School of Speech and Drama) към Лондонския университет. В Лондон, Браудър среща жена си, актрисата Франческа Булър. Имат син и дъщеря.

## Кариера
Браудър участва в 3-тия сезон на американския телевионен сериал „Party of Five“, в който играе ролята на Сам Броуди. Браудър и съпругата му Булър се местят заедно с двете си деца в Австралия по време на снимките на „Фарскейп“ (1999 – 2002), в който Браудър играе ролята на американския астронавт Джон Крайтън. Двамата се връщат в САЩ през 2003 след спирането на сериала. За ролята си във „Фарскейп“ печели награда „Сатурн“ в категория „най-добър актьор в телевизионен сериал“. През 2004 г. участва във филма „A Killer Within“, в който се партнира с К. Томас Хауъл и Шон Йънг.
Отново изиграва ролята на Джон Крайтън в минисериала от 2004 г. „Фарскейп: Войните на Умиротворителите“ и печели втора награда „Сатурн“ в категория „най-добър телевизионен актьор“. Минисериалът завършва оставяйки възможността за бъдещи приключения с героите от „Фарскейп“.
През ноември 2004 г. излиза аудиокнигата „Interlopers“ с гласа на Браудър, по романа написан от Алън Дийн Фостър.
Браудър озвучава героя Бат Лаш от анимационния сериал „Лигата на справедливостта без граници“ в епизода „The Once and Future Thing, Part 1: Weird Western Tales“, излъчен през 2005 г.
Браудър се присъединява към главния актьорски състав на „Старгейт SG-1“ през 2005 г. за деветия му сезон. Той играе ролята на подполковник Камерън Мичъл, новият командващ офицер на екипа „SG-1“. Клаудия Блек, участвала във „Фарскейп“ с Браудър, също участва в „SG-1“, като се появява в един епизод от осми сезон, първите няколко епизода на девети сезон, както и в края му, а през десети става част от главния актьорски състав. Браудър запазва някои от елементите, характерни за героя му от „Фарскейп“, и в новата си роля (като остроумни шеги и сравнения с поп-културата), но като цяло Камерън Мичъл е напълно различен герой. В няколко епизода на „Старгейт SG-1“, най-забележимо в епизод „200“, се правят комични аналогии с „Фарскейп“.
През 2012 г. Браудър участва в сериала на BBC „Доктор Кой“ в трети епизод от седми сезон – „A Town Called Mercy“, сниман в Алмерия, Испания. През същата година участва във филма „Лошите момичета отиват в Ада“. През 2013 г. участва в два епизода на сериала „Стрелата“.

## Филмография

### Главни роли
| Година | Заглавие                                                                   | Роля                            | Други бележки           |
| 1978   | „Duncan's World“                                                           | Gates                           |                         |
| 1990   | „Memphis Belle“                                                            | Rookie Captain                  |                         |
| 1991   | „Daughters of Privilege“                                                   | Randy                           | ТВ                      |
| 1991   | „A Kiss Before Dying“                                                      | Tommy Roussell                  |                         |
| 1992   | „The Boys of Twilight“                                                     | Tyler Clare                     | ТВ сериал               |
| 1992   | „Secrets“                                                                  | Bill Warwick                    | ТВ                      |
| 1995   | „Big Dreams & Broken Hearts: The Dottie West Story“                        | Al Winters                      | ТВ                      |
| 1996   | „Innocent Victims“                                                         | Gary Eastburn                   | ТВ                      |
| 1997   | „Nevada“                                                                   | Shelby                          |                         |
| 1997   | „Steel Chariots“                                                           | D.J. Tucker                     | ТВ                      |
| 1997   | „Bad to the Bone“                                                          | Brent                           | ТВ                      |
| 1998   | „The Sky's On Fire“                                                        | Racer                           | ТВ                      |
| 1998   | „Boogie Boy“                                                               | Freddie                         |                         |
| 1999   | „Фарскейп“ (1999 – 2003)                                                   | Джон Крайтън                    | ТВ сериал               |
| 2002   | „Farscape: The Game“                                                       | Джон Робърт Крайтън, Мл. (глас) | Видео игра              |
| 2004   | „Behind the Camera: The Unauthorized Story of Charlie's Angels“            | Лий Меджърс                     | ТВ                      |
| 2004   | „A Killer Within“                                                          | Sam Moss                        |                         |
| 2004   | „Farscape: The Peacekeeper Wars“ – „Фарскейп: Войните на Умиротворителите“ | Джон Крайтън                    | ТВ                      |
| 2005   | „Старгейт SG-1“                                                            | Подполковник Камерън Мичъл      | (2005 – 2007) ТВ сериал |
| 2008   | „Старгейт: Кивотът на истината“                                            | Подполковник Камерън Мичъл      | DVD филм                |
| 2008   | „Старгейт: Континуум“                                                      | Подполковник Камерън Мичъл      | DVD филм                |

### Малки роли
| Година | Заглавие                                | Роля           | Епизод                                                        |
| 1993   | „Grace Under Fire“                      | Eric           | 1.3 „Grace Undergraduate“                                     |
| 1994   | „Melrose Place“                         | Adam           | 2.25 „The Two Mrs. Mancinis“                                  |
| 1994   | „Thunder Alley“                         | Marcus         | 1.4 „Girls' Night Out“                                        |
| 1994   | „Murder, She Wrote“                     | Ollie Rudman   | 11.9 „Murder By Twos“                                         |
| 1996   | „Strangers“                             | Eric           | 1.3 „My Ward, My Keeper“                                      |
| 1996   | „Party of Five“                         | Sam Brody      | 3.9 „Gimme Shelter“ до 3.12 „Desperate Measures“              |
| 1997   | „Party of Five“                         | Sam Brody      | 3.14 „Life's Too Short“ до 3.19 „Point of No Return“          |
| 2003   | „От местопрестъплението: Маями“         | Дани Максуел   | 1.22 „Tinder Box“                                             |
| 2004   | „The Late Late Show with Craig Kilborn“ | Джон Крайтън   | (архивни кадри)                                               |
| 2005   | „Лигата на справедливостта без граници“ | Бат Лаш (глас) | 3.12 „The Once and Future Thing: Weird Western Tales: Part 1“ |

### Сценарист
| Година | Заглавие        | Други бележки               |
| 1999   | „Фарскейп“      | епизод „Зеленооки чудовища“ |
| 1999   | „Фарскейп“      | епизод „Джон Кихот“         |
| 2007   | „Старгейт SG-1“ | епизод „Лоши момчета“       |